# جفری کمبس
جفری کمبس (انگلیسی: Jeffrey Combs؛ زادهٔ ۹ سپتامبر ۱۹۵۴) بازیگر اهل ایالات متحده آمریکا است.
از فیلم‌ها یا برنامه‌های تلویزیونی که وی در آن نقش داشته است، می‌توان به فراتر از احیاگر، ۴۴۰۰، هنوز یادمه تابستان پیش چه کردی، مردی با دو مغز، ترس‌آفرینان، عشق و ای ۴۵ ترنسرها ۲، ارسال به اتاق زیرشیروانی، ادموند، طعنه‌آمیز و تعصب و جویبار اشاره کرد.

## اوایل زندگی
کامبس در آکسنارد، کالیفرنیا، پنجمین فرزند از نه فرزند به دنیا آمد از ژان اونز (سالینز سابق؛ ۱۹۲۱–۱۹۸۶) و یوجین «جین» کامبز (۱۹۲۲–۱۹۹۹)، و در لومپوک بزرگ شد. هر دو والدین او اهل منطقه اوزارکس آرکانزاس بودند. کامبز که فارغ‌التحصیل دبیرستان لومپوک بود، به عنوان یک ارشد، نقش اصلی کاپیتان فیسبی را در یک تولید صحنه ای از چایخانه ماه آگوست ایفا کرد. کامبز سپس در کنسرواتوار هنرهای نمایشی پاسیفیک سانتا ماریا حضور یافت و بعدها مهارت‌های بازیگری خود را در برنامه آموزش بازیگری حرفه‌ای در دانشگاه واشینگتن توسعه داد.